# زلزال كريت 1810
زلزال كريت 1810 هو زلزالٌ وقعَ في كريت في اليونان بتاريخ 1810.